# Загін 731
45°36′00″ пн. ш. 126°38′00″ сх. д. / 45.6° пн. ш. 126.633333° сх. д.
«Загін 731» (яп. 731部隊, Nana-san-ichi butai укр.трансліт Нана-сан-ічі-бутай) — спецзагін японської армії, що займався дослідженнями в області біологічної, у тому числі ентомологічної, зброї, зокрема проводив дослідження на людях та здійснював масові знищення китайського населення. Командував загоном генерал-лейтенант Сіро Ісії.
Загін, створений у 1932 році, до кінця Другої світової війни досяг чисельності у 3 тисячі чоловік та дислокувався на окупованій території Китаю в районі селища Пінфань провінції Біньцзян (нині — повіт Бінь провінції Хейлунцзян), за 20 кілометрів південніше Харбіну. Загін мав у своєму розпорядженні власний авіаційний підрозділ і офіційно називався «Головне управління з водопостачання і профілактики частин Квантунської армії».
Діяльність «Загону 731» розслідувалася в ході «Хабаровського процесу», який завершився засудженням ряду військовослужбовців Квантунської армії, причетних до його створення і роботи, до різних термінів позбавлення волі.